# Pelagićevo
Pelagićevo je općina u BiH formirana nakon Daytonskog sporazuma od jednog dijela prijeratne općine Gradačac (koja i danas postoji pod starim imenom). Nalazi se u Bosanskoj Posavini. Općina se sastoji od osam mjesnih zajednica, a površina je 178 km². Prema posljednjim podacima u općini živi 7.865 stanovnika.

## Zemljopis
Na području općine nalazi se istoimeno jezero Pelagićevo koje je nastalo iskopavanjem građevinskog materijala za potrebe izgradnje ceste.

## Stanovništvo
Od 9 naselja koja čine ovu općinu; Hrvati su bili većina u 6, a Srbi u samo 3; samom Pelagićevu, Samarevcu i Porebricama.
| Stanovništvo prostora općine Pelagićevo |                |                                 |
| godina popisa                           | 2013.          | 1991. u promijenjenim granicama |
| Hrvati                                  | 1.850 (35,55%) | 6.224 (42,13%)                  |
| Bošnjaci                                | 13 (0,25%)     | 18 (0,12%)                      |
| Srbi                                    | 3.330 (63,79%) | 7.667 (51,89%)                  |
| ostali i nepoznato                      | 27 (0,52%)     | 866 (5,86%)                     |
| ukupno                                  | 5.220          | 14.775                          |

### Pelagićevo (naseljeno mjesto), nacionalni sastav
| Pelagićevo         |                |                |                |
| godina popisa      | 1991.          | 1981.          | 1971.          |
| Srbi               | 2.968 (96,70%) | 3.103 (96,54%) | 3.340 (98,29%) |
| Hrvati             | 16 (0,52%)     | 22 (0,68%)     | 36 (1,05%)     |
| Muslimani          | 4 (0,13%)      | 5 (0,15%)      | 6 (0,17%)      |
| Jugoslaveni        | 47 (1,53%)     | 47 (1,46%)     | 0              |
| ostali i nepoznato | 34 (1,10%)     | 37 (1,15%)     | 16 (0,47%)     |
| ukupno             | 3.069          | 3.214          | 3.398          |

## Naseljena mjesta
Poslije potpisivanja Daytonskog sporazuma, veći dio općine Gradačac ušao je u sastav Federacije Bosne i Hercegovine. U sastav novoformirane oćine Pelagićevo (Republika Srpska) ušla su naseljena mjesta: 
Blaževac, 
Donje Ledenice (dio),
Donja Tramošnica (dio), 
Gornje Ledenice (dio), 
Gornja Tramošnica (dio), 
Njivak, 
Orlovo Polje, 
Pelagićevo, 
Porebrice (dio), 
Samarevac i
Turić (dio).

## Povijest
Naselje je do sredine 20.stoljeća nosilo naziv Gornji Žabar.

## Gospodarstvo
Pelagićevo je trenutačno jedna od najsiromašnijih općina u BiH, bez obzira na činjenicu da je taj prostor prije rata spadao u najrazvijenije dijelove bivše države. Tome najviše doprinosi nenaseljenost velikog dijela općine, koja je dijelom uzrokovana protjerivanjem Hrvata s tog područja, vlasnika oko 80% zemljišta u općini Pelagićevo (u Tramošnici, Turiću, Blaževcu i drugim napuštenim naseljima).

## Poznate osobe
- Vasa Pelagić- revolucionar i publicist.